# زدئی‌تی
زدئی‌تی (انگلیسی: Zagreb Electric Tram) شرکت ترابری کروات است، که در سال ۱۸۹۱ تأسیس شد.